# ماژیتسه
ماژیتسه (به چکی: Mažice) یک منطقهٔ مسکونی در جمهوری چک است که در منطقه تابور واقع شده‌است.
 ماژیتسه ۵٫۵۱ کیلومتر مربع مساحت و ۱۲۹ نفر جمعیت دارد و ۴۱۹ متر بالاتر از سطح دریا واقع شده‌است.